# Aguibou Tall
Aguibou Tall, fils du Cheik 'Oumar Tall, est un roi du Macina ayant vécu aux XIXe et XXe siècles. Il doit cette position  à une alliance forgée avec le général français Louis Archinard qu'il accompagne en 1893 lors de son entrée à Ségou, puis lors des prises de Djénné et de Bandiagara. C'est dans cette dernière ville que se trouvait son palais.
En 1900, le gouvernement français l'invite à Paris et lui loue un appartement rue de Caumartin. Il y séjourne en compagnie de son fils Moktar, élevé à l'école des otages de Kayés, de son Majordome Bamba-Diawara, un ancien spahi soudanais et d'une de ses favorites nommée Fatimata, fille de Baubakar Saada, Almamy du royaume du boundou.
Outre cette favorite, il aurait eu une soixantaine de femmes, dont dix légitimes. Il aurait perdu 80 enfants. En 1900, il aurait encore eu quinze filles mariées et de nombreux garçons.

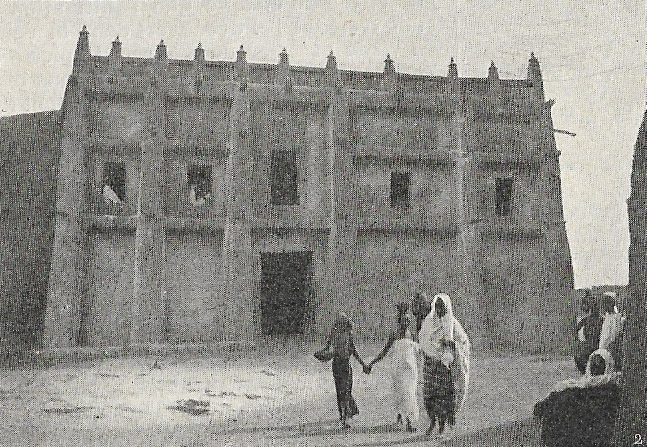
Palais d'Aguibou Tall à Bandiagara vers 1900